# 津田尚克
津田尚克（日语：／ Tsuda Naokatsu），日本男性動畫導演、演出家。代表作有擔任導演的《妖狐×僕SS》、《JoJo的奇妙冒險》系列。動畫公司HAL FILM MAKER（已解散）出身。從《天堂餐館》開始，主要參加david production動畫的製作。

## 主要參加作品

### 電視動畫
- 不可思議星球的☆雙胞胎公主（2005年，設定製作）
- 不可思議星球的☆雙胞胎公主 Gyu！（2006年，設定進行）
- 閃電十一人（2008年，演出）
- S·A特優生 ～Special A～（2008年，演出）
- 淘氣小親親（2008年，演出）
- 黑執事（2008年，演出）
- 屍姬（2008年－2009年，分鏡、演出）
- 天堂餐館（2009年，演出）
- 浪漫追星社（2009年，演出）
- 加奈日記（2009年，分鏡、演出）
- WHITE ALBUM（2009年，分鏡、演出）
- 戰鬥司書 The Book of Bantorra（2009年－2010年，構成、演出）
- B型H系（2010年，分鏡、演出）
- 鶺鴒女神 ～Pure Engagement～（2010年，演出）
- 緣之空（2010年，演出）
- 侵略！花枝娘（2010年，分鏡、演出）
- 靈異E接觸（2011年，演出）
- 亞斯塔蘿黛的後宮玩具（2011年，演出）
- 元氣媽媽（2011年，演出）
- 侵略!? 花枝娘（2011年，分鏡、演出）
- 便·當（2011年，分鏡、演出）
- 妖狐×僕SS（2012年，導演、分鏡、演出、ED3&ED5分鏡）[1]
- 創聖機械天使EVOL（2012年，演出）
- JoJo的奇妙冒險系列
  - JoJo的奇妙冒險（2012年－2013年，導演，分鏡、ED1分鏡）
  - JoJo的奇妙冒險 星塵鬥士（2014年－2015年，導演、劇本、分鏡、演出、演出協力）
  - JoJo的奇妙冒險 不滅鑽石（2016年，導演、分鏡、演出、演出協力、全OP分鏡&演出）
  - JoJo的奇妙冒險 黃金之風（2018年－2019年，總導演、劇本、動作導演、分鏡、演出、原畫、全ED分鏡&演出）
- 只有神知道的世界 女神篇（2013年，分鏡）
- 超次元戰記 戰機少女 THE ANIMATION（2013年，分鏡、OP2分鏡&演出）
- PERSONA5 the Animation -THE DAY BREAKERS-（2016年，劇本協力（共同））
- 重啟咲良田（2017年，分鏡、演出監修）
- （2018年，分鏡）
- 驚爆危機！Invisible Victory（2018年，分鏡（共同））
- Fairy Gone（2019年，分鏡）
- 富豪刑事 Balance:UNLIMITED（2020年，分鏡）
- 東京24區（2022年，導演）
- 再見龍生，你好人生（2024年，系列構成、劇本）
- 永久的黄昏（2025年，導演、系列構成）
- 達爾文事變（2026年，導演）

### 電影動畫
- 劇場版 閃電十一人：最強軍團王牙來襲（2010年，演出）
- planetarian ～星之人～（2016年，導演）

### 網路動畫
- Planetarian ～小小的星之夢～（2016年，導演、音響監督（共同）、劇本（共同）、分鏡）